# Aéroport international de Goma
Pour les articles homonymes, voir GOM.
L'aéroport international de Goma (code IATA : GOM • code OACI : FZNA) est l'unique aéroport de la ville de Goma dans l'est de la république démocratique du Congo. Il est situé dans la province de Nord-Kivu, en bordure du lac Kivu, à 14 kilomètres au sud du stratovolcan actif Nyiragongo et à proximité de la frontière avec le Rwanda. Il possède une piste unique de 3 000 m de long.

## Histoire
Au milieu des années 70 les travaux de rénovation de l'ancien aéroport furent confiés à une association momentanée de trois sociétés françaises de BTP: Dumez Afrique, Société générale d'entreprises (aujourd'hui Vinci) et Spie Batignolles. La piste fut allongée de 2 200 à 3 000 m avec un grand tarmac et des bâtiments dignes d'un aéroport international. La piste était dotée d'un balisage lumineux et d'autres aides tel que le PAPI (Indicateur de pente d'approche) à l'extrémité sud de la piste. À la fin des travaux, en 1978, l'aéroport commençait à accueillir régulièrement des aéronefs de gros tonnage notamment les DC-10 , DC-8 et Boeing 707. À cause de  la proximité du volcan Nyiragongo au nord de la piste, direction 17, à environ 14 km, les décollages et atterrissages des gros avions ne s'effectuent qu'en direction Sud, ou piste 35, ouverte et bien dégagée avec survol de la ville et du lac Kivu tout proche.
Durant les travaux, il y avait eu le 10 janvier 1977, une importante éruption du volcan Nyiragongo dont la coulée de lave s'était arrêté au nord du village Munigi, à trois kilomètres du bout de la piste nord de l'aéroport. Les travaux avaient repris quelques jours après le retour de la population qui avait trouvé refuge hors de la ville, principalement au Rwanda voisin.
En 2002, le tiers nord de la piste a été recouvert de lave par l'éruption du volcan, raccourcissant la piste de 3000 à environ 2 000 m.
Depuis le mois de juillet 2020 la piste a retrouvé sa longueur initiale de 3 000 m avec agrandissement du tarmac et une bretelle à double sens en bout de piste 17.

## Situation en RDC
| Bandundu Basango Mboliasa Bunia Gbadolite Gemena Goma Ilebo Kalemie Kananga Kikwit Kindu Kinshasa-Ndjili Kinshasa-N'Dolo Kisangani Kolwezi Lodja Lubumbashi Matari Matadi Mbandaka Mbuji Mayi Nioki Tshikapa Tshumbe |

## Compagnies aériennes et destinations
| Compagnies                     | Destinations                                                                |
| ------------------------------ | --------------------------------------------------------------------------- |
| Compagnie Africaine d'Aviation | - Beni, - Bunia, - Bukavu, - Kindu, - Kinshasa-N'djili, - Kisangani Bangoka |
| Congo Airways                  | Kindu, Kinshasa-N'djili, Kisangani Bangoka                                  |
| Ethiopian Airlines             | Addis-Abeba Bole                                                            |
| Jambojet                       | Nairobi-J. Kenyatta                                                         |
| RwandAir                       | Kigali                                                                      |

Édité le 15/05/2018  Actualisé le 22/10/2023

## Accidents
En 2008, le décollage avorté d'un appareil de type Douglas DC-9 désigné vol 122 Hewa Bora Airways et son crash sur un marché populaire situé en bout de piste, avaient provoqué la mort de 40 personnes, dont seulement 3 passagers.
En novembre 2019, un Dornier Do 228 s'écrase juste après son décollage de l'aéroport tuant plusieurs personnes à bord de l'appareil ainsi qu'au sol.

### Fermeture de l'aéroport international de Goma
Le dimanche 26 janvier 2025, l’aéroport international de Goma a été obligé de fermer par les autorités congolaises, à la suite de l'occupation et la situation sécuritaire dans la région en général et dans la ville de Goma en particulier. Les attaques perpétrer sur l'aéroport par le M23 soutenu par le Rwanda la piste de l'aéroport a été vandalisé est mis hors service.   